# Copland-Pass (Antarktika)
Der Copland-Pass ist ein 1600 m hoher Gebirgspass im ostantarktischen Viktorialand. In der Royal Society Range führt er über die Frostbite Spine, dem Gebirgskamm zwischen dem Hooker-Gletscher und dem Salient-Gletscher.
Der neuseeländische Geologe Robert H. Findlay, Leiter der Mannschaft des New Zealand Antarctic Research Program, die zwischen 1981 und 1982 in diesem Gebiet tätig war, benannte den Pass nach seinem neuseeländischen Pendant.